# Channa nox
Channa nox — вид окунеподібних риб родини Змієголові (Channidae).

## Опис
Тіло сягає 19,8 см завдовжки і має темне забарвлення спини з чорними смугами або плямами. Наявні маленькі білі плями на тілі і спинному та хвостовому плавцях. Голова невелика і округла.
Черевний плавець відсутній.

## Поширення
Ареал виду обмежений лише басейном річки Nanliujiang (Гуансі, Китай)